# Tupaliče
Tupaliče este o localitate din comuna Preddvor, Slovenia, cu o populație de 351 de locuitori.